# سید محسن حکیم
سیّد محمدمحسن طباطبایی حکیم (۱ شوال ۱۳۰۶ هـ.ق – ۲۷ ربیع‌الاول ۱۳۹۰ هـ.ق) فقیه، اصولی، مرجع تقلید شیعه امامیه و مدیر حوزه علمیه نجف بود. وی پس از درگذشت حسین بروجردی در سال ۱۳۴۰ مرجعیت شیعه را به بیش از ۹ سال بر عهده داشت. 

## نسب
از سادات طباطبایی است که نَسَبِ ایشان به ابراهیم طباطبا پسر اسماعیل دیباج  پسر ابراهیم غمر  پسر حسن مثنی  پسر حسن مجتبی می‌رسد. 

## خانواده
سید محسن حکیم فرزند سید مهدی حکیم مرجع تقلید شیعیان بنت جُبَیْل لبنان بود. خانواده حکیم پس از درگذشت او مجلس اعلای انقلاب اسلامی عراق را بنیان نهادند. محمدباقر حکیم و عبدالعزیز حکیم (فرزندان محسن حکیم) رؤسای سابق و عمار حکیم (فرزند عبدالعزیز حکیم) رئیس کنونی مجلس اعلا هستند.

## مرجعیت
پس از درگذشت میرزا محمدحسین نائینی (۱۳۱۵ ش)، برخی مقلدان او به سید محسن حکیم رجوع کردند و پس از درگذشت سید ابوالحسن اصفهانی (۱۳۲۵ش)، مرجعیت او تثبیت شد. سید محسن حکیم پس از درگذشت سید حسین طباطبایی بروجردی در سال ۱۳۴۰ش، در جایگاه مؤثرترین مرجع شیعه قرار گرفت.
پس از کودتای عبدالکریم قاسم در عراق و به قدرت رسیدن او در سال ۱۹۵۸م و ترویج افکار کمونیستی، حکیم با صدور فتوای معروف خود با عنوان «الشیوعیهٔ کفر و الحاد» (مرام اشتراکی یا کمونیسم، کفر و الحاد است) به مبارزه با کمونیست‌های عراق پرداخت.
به دنبال واقعه مدرسه فیضیه در نوروز ۱۳۴۲، سید محسن حکیم خطاب به مراجع و علمای شاخص مقیم ایران تلگرافی ارسال کرده و آنان را دعوت به مهاجرت به عتبات کرد:
بسم‌الله‌الرحمن‌الرحیم. حوادث مولمه پی در پی و فجایع محزنه به ساحت علمای اعلام و روحانیت قم قلوب مؤمنین را جریحه‌دار و موجب تأثر شدید اینجانب گردیده‌است. وسیعلم الذین ظلموا ای منقلب ینقلبون. امید است حضرات علما دسته‌جمعی مهاجرت به عتبات عالیات بنمایند تا بتوانم رای خود را دربارهٔ دولت صادر نمایم.
با این حال علمای قم در پاسخ به این پیشنهاد، مهاجرت را به صلاح ندانستند و حضور در ایران را ضروری قلمداد کردند.
نامبرده علاقه زیادی به ساختن و تأسیس مدارس، کتابخانه‌ها، مساجد و سایر بناهای علمی و دینی داشت. کتابخانه معروف او به نام «مکتبة الإمام الحکیم» در نجف، یکی از مجهزترین و مدرنترین کتابخانه‌های اسلامی است و بیش از یکصد شعبه در سراسر عراق دارد. به فرمان او مدارس و مساجد متعددی در نجف، بغداد، بصره و سایر نقاط عراق و کشورهای دیگر اسلامی ساخته شده‌است.

## درگذشت
سید محسن حکیم در ۲۷ ربیع‌الاول ۱۳۹۰ در ۸۴ سالگی درگذشت. تشییع جنازه او که در آن صدها هزار نفر شرکت داشتند به تظاهرات وسیعی بر ضد رژیم بعثی عراق تبدیل شد. نماز میت را فرزند بزرگ او، سید یوسف حکیم برگزار نمود و نامبرده را در نجف اشرف در جنب کتابخانه خود دفن کردند. وی کتابخانه‌ای در جنب مسجد هندی در ابتدای خیابان شارع الرسول در نجف تأسیس کرده‌است و مزار او نیز در همان مکان می‌باشد.

## تألیفات
از تألیفات وی، حواشی بر کتاب عروةالوثقی تألیف محمدکاظم یزدی است و همچنین کتاب مستمسک العروةالوثقی در دوازده مجلد، از آثار اوست که به همت سید مرتضی خلخالی تصحیح و ترتیب یافت.